# Rylan Wiens
Rylan Wiens (Calgary, 2 gennaio 2002) è un tuffatore canadese, specializzato nella piattaforma 10 metri.

## Biografia
E' allenato da Mary Carroll e compete per il Saskatoon. Ha rappresentato il Canada ai Giochi del Commonwealth di Gold Coast.
Alla Coppa del mondo di tuffi di Tokyo 2021 ha ottenuto la medaglia di bronzo nella piattaforma 10 metri, terminando alle spalle del britannico Tom Daley e del messicano Randal Willars. Il risultato gli ha garantito la qualificazione ai Giochi olimpici organizzati dal Paese nipponico, dove è risultato il primo degli esclusi nelle eliminatorie della gara individuale.
Nel 2022, in coppia con Nathan Zsombor-Murray, ottiene la medaglia di bronzo nel Sincro 10 m ai mondiali di Budapest, alle spalle della coppia cinese e di quella britannica. Ai Giochi del Commonwealth di Gold Coast, Wiens si aggiudica l'argento sia nell'individuale che nel sincro dalla piattaforma 10m.
Dopo un argento nel sincro 10m ai Giochi Panamericani 2023, ai Giochi Olimpici di Parigi dell'anno successivo conquista con Zsombor-Murray la medaglia di bronzo nella Piattaforma 10m sincro con 422.13 punti, alle spalle di Yang Hao - Lian Junjie e di Tom Daley - Noah Williams. Il Canada ottiene così la sua prima medaglia olimpica nel sincro maschile (sia piattaforma che trampolino). Nella gara individuale dalla piattaforma 10m, Wiens si qualifica alla finale, dove termina in 7° posizione.

## Palmarès
| Anno | Manifestazione          | Sede              | Evento           | Risultato | Prestazione | Note  |
| ---- | ----------------------- | ----------------- | ---------------- | --------- | ----------- | ----- |
| 2018 | Giochi del Commonwealth | Gold Coast        | Piattaforma 10 m | 8º        | 370,30 p.   | [ 4 ] |
| 2018 | Giochi del Commonwealth | Gold Coast        | Sincro 10 m      | 6º        | 369,21 p.   |       |
| 2018 | Coppa del Mondo         | Wuhan             | Piattaforma 10 m | 13º       |             | [ 5 ] |
| 2018 | Coppa del Mondo         | Wuhan             | Sincro 10 m      | 11º       |             | [ 5 ] |
| 2021 | Coppa del Mondo         | Tokyo             | Piattaforma 10 m | Bronzo    | 488,55 p.   |       |
| 2021 | Giochi olimpici         | Tokyo             | Piattaforma 10 m | 19º P     | 366,70 p.   |       |
| 2022 | Mondiali                | Budapest          | Sincro 10 m      | Bronzo    | 417,12 p.   |       |
| 2022 | Giochi del Commonwealth | Gold Coast        | Piattaforma 10 m | Argento   | 492,80 p.   |       |
| 2022 | Giochi del Commonwealth | Gold Coast        | Sincro 10 m      | Argento   | 413,85 p.   |       |
| 2023 | Giochi panamericani     | Santiago del Cile | Sincro 10 m      | Argento   | 404,04      |       |
| 2024 | Giochi olimpici         | Parigi            | Sincro 10 m      | Bronzo    | 422,13 p.   |       |